# 博卡卡特
博卡卡特（Bokakhat），是印度阿萨姆邦Golaghat县的一个城镇。总人口8844（2001年）。

## 人口
该地2001年总人口8844人，其中男性4746人，女性4098人；0—6岁人口949人，其中男490人，女459人；识字率78.37%，其中男性为82.89%，女性为73.13%。